# Cap Fairweather
Le cap Fairweather est un cap situé dans le parc national de Glacier Bay, en Alaska du Sud-Est aux États-Unis à 103 milles (166 km) au nord-ouest de Hoonah.
Son nom lui a été donné en 1778 par le capitaine James Cook.

## Source
- (en) « Cap Fairweather », Geographic Names Information System